# بوبي داي
روبرت جيمس بيرد (بالإنجليزية: Bobby Day)‏ (1 يوليو 1930  - 27 يوليو 1990)، والمعروف باسمه الفني بوبي داي، هو مغني روك وبلوز أمريكي راحل، وهو أيضا عازف على عدة آلات، ومنتج موسيقى وكاتب أغاني. اشتهر بأغنيته الناجحة «روكين روبن».

## السيرة
ولد داي في فورت وورث في تكساس، وانتقل إلى لوس أنجلوس وهو في الخامسة عشرة من عمره. كان عضوا في مجموعة آر آند بي تدعى هوليوود فليمز ، واستخدم اسم بوبي داي للغناء والتسجيل. نال داي نجاحا طفيفا وكان مقصورا على الساحل الغربي، واشترك مع المغني إيرل نيلسون في ثنائي يدعى «بوب وإيرل». في عام 1957، شكل داي فرقته الخاصة المسماة ساتلايت، وبعد ذلك سجل ثلاث أغنيات تعتبر اليوم من كلاسيكيات الروك أند رول الكلاسيكية. عادة ما يتم الخلط بينه وبين المغني بوبي بيرد الذي أسس فرقة فيموس فليمز، وهي الفرقة التي بدأ فيها جيمس براون مسيرته الفنية.
من بين الأغاني المعروفة التي ألفها كانت أغنية "Over and Over"، والتي اشتهرت لاحقًا من قِبل فريق ديف كلارك فايف في عام 1965،  و "Little Bitty Pretty One" التي اشنهرت مع ثورستون هاريس في عام 1957،  وكلايد مكفاتر في عام 1962، وجاكسون فايف في عام 1972. وإلا أن الأغنية المشهورة له هي أغنية «روكين روبين» التي وصلت للمركز الثاني على قائمة بيلبورد هوت 100 وتصدرت قائمة الآر أند بي في عام 1958، التي كتبها ليون رينيه تحت اسم مستعار هو جيمي توماس. بيع منها أكثر من مليون نسخة وحصلت على تصنيف الذهب.
توفي داي بسرطان البروستاتا في عام 1990 ودفن في مقبرة هولي كروس في كولفر سيتي في كاليفورنيا.

## وصلات خارجية
- بوبي داي على موقع IMDb (الإنجليزية)
- بوبي داي على موقع ميوزك برينز (الإنجليزية)
- بوبي داي على موقع إن إن دي بي (الإنجليزية)
- بوبي داي على موقع أول ميوزيك (الإنجليزية)
- بوبي داي على موقع أول ميوزيك (الإنجليزية)
- بوبي داي على موقع ديسكوغز (الإنجليزية)
- بوبي داي على موقع ديسكوغز (الإنجليزية)
- بوبي داي على موقع قاعدة بيانات الفيلم (الإنجليزية)